# 任基鴻
任基鴻（韓語：임기홍，1975年11月16日—），另譯作林基弘、林基雄，韓國男演員。

## 演出作品

### 電視劇
- 2008年：MBC《別巡檢2》
- 2017年：tvN《秘密森林》
- 2018年：tvN《武法律師》飾演 金江(金強)
- 2018年：tvN《Big Forest》
- 2020年：Netflix《人性課外課》飾演 劉大烈[1]
- 2020年：tvN《青春紀錄》飾演 楊武進
- 2020年：tvN《九尾狐傳》飾演 算命師(EP6.16)
- 2021年：SBS《朝鮮驅魔師》飾演 昌大[2]
- 2021年：Netflix《魷魚遊戲1》飾演 鄭敏泰-322號
- 2021年：Netflix《以吾之名》飾演 芒果
- 2021年：tvN《邪惡與瘋狂》飾演 都有坤[3]
- 2022年：SBS《社內相親》飾演 季彬[4][5][6]
- 2022年：Netflix《魔幻之音》飾演 班導師[7]
- 2022年：Netflix《閃耀國度》飾演 蒂埃里·亨利
- 2023年：tvN《九尾狐傳1938》飾演 五道轉輪王
- 2023年：Netflix《末日愚者》
- 2023年：Netflix《京城怪物1》飾演 王先生

### 電影
- 2009年：《迷情密碼》飾演 刑警
- 2010年：《我的流氓情人》飾演 起昊
- 2014年：《他不冏，他是我兄弟》飾演 麥克阿瑟，下延的朋友

### 音樂劇
- 2001年：《興高采烈》
- 2002年：《明成皇后》
- 2002年：《松山夜話》
- 2003年：《種樹的牧羊人》
- 2003年：《人體模型》
- 2003年：《Fame》
- 2003年：《Strider》
- 2004年：《隧道》
- 2005年：《Gospel》
- 2005年：《Blue Saigon》
- 2005年：《Kholstomer》
- 2005年：《Music in My Hart》
- 2006年：《焦糖餅》
- 2006年：《殺人事件》
- 2007年：《年輕的行進》
- 2007年：《尋找金鐘旭》
- 2008年：《On Air》
- 2008年：《我心中的風琴》
- 2008年：《Evil Dead》
- 2009年：《Motion Graphic》
- 2010年：《金髮尤物》
- 2010年：《Wait For You》
- 2010年：《Toxic Hero》
- 2010年：《情約笨跳豬》
- 2010年：《尋找金鐘旭》[8]
- 2012年：《沒禮貌的英愛小姐》
- 2012年：《情約笨跳豬》
- 2012年：《深夜食堂》
- 2013年：《親愛的 偷偷來找我》
- 2013年：《情約笨跳豬》
- 2013年：《December》
- 2014年：《月光騎士》
- 2014年：《完全保險株式會社》
- 2015年：《愛情乘著雨》
- 2016年：《悲慘世界》
- 2016年：《BODY》
- 2017年：《Cyrano》
- 2018年：《百老匯大街42號》
- 2019年：《City of Angels》
- 2019年：《Grease》[9]
- 2020年：《百老匯大街42號》
- 2021年：《Phantom》
- 2021年：《窈窕奶爸》
- 2022年：《百老匯大街42號》
- 2023年：《悲慘世界》[10]

## 外部連結
- 任基鴻的Instagram帳戶
- 經紀公司的Instagram帳戶